# Ooh La La (Shreya Ghoshal)
Ooh La La è un brano musicale del film di bollywood The Dirty Picture, cantato da Shreya Ghoshal e Bappi Lahiri, con musiche di Vishal Dadlani e Shekhar Ravjiani, pubblicato il 19 ottobre 2011.